# Satpura National Park
Satpura National Park är en nationalpark i Indien.   Den ligger i delstaten Madhya Pradesh, i den centrala delen av landet, 700 km söder om huvudstaden New Delhi. Satpura National Park ligger 676 meter över havet. Arean är 585 kvadratkilometer.